# Unité de communes valdôtaines

Carte des unités.

Le territoire de la Vallée d'Aoste est entièrement organisé et subdivisé en unités de communes, ayant remplacé à partir de 2015 les anciennes communautés de montagne.

## Description
Ces organes ont pour but la sauvegarde du particularisme de cette région et la mise en valeur de ses atouts. Ils visent également à offrir un soutien aux pouvoirs locaux, afin de relever les défis et les problèmes auxquels les populations montagnardes doivent constamment faire face.
Les unités de communes valdôtaines sont au nombre de huit : 
1. Unité des communes valdôtaines de l'Évançon ;
2. Unité des communes valdôtaines du Mont-Émilius ;
3. Unité des communes valdôtaines du Grand-Paradis ;
4. Unité des communes valdôtaines du Grand-Combin ;
5. Unité des communes valdôtaines du Mont-Cervin ;
6. Unité des communes valdôtaines du Mont-Rose ;
7. Unité des communes valdôtaines du Valdigne - Mont-Blanc ;
8. Unité des communes valdôtaines Walser (en allemand Union der Aostataler Walsergemeinden).